# Nicolaas Moerloos
Nicolaas Moerloos (Sint-Niklaas, 10 agosto 1900 – Belsele, 5 settembre 1944) è stato un ginnasta belga.

## Palmarès

### Olimpiadi
- 1 medaglia:
  - 1 argento (Anversa 1920 nel concorso a squadre)